# Primas (biskop)

Extern ornamentur i heraldiskt vapen tillhörig primas i katolska kyrkan (ej kardinal).

Primas (latin, plural primates, ’förnäm’, ’en av de främsta’) eller Primae sedis episcopus kallas den till rangen främste bland en kyrkoprovins biskopar.
Från 300-talet benämndes alla metropoliter episcopus primæ sedis. Under medeltiden tilldelades titeln ett fåtal metropoliter eller ärkebiskopar vilka inom sitt område bekräftade val av biskopar och ärkebiskopar, sammankallade och ledde nationalsynoder med mera. Numera har en primas inom katolska kyrkan endast rangföreträde framför andra biskopar.
Biskopen av Rom, det vill säga påven, gör fortsatt anspråk på primatet över hela kristenheten.

## Exempel på primas

### Anglikanska kyrkogemenskapen
Inom Engelska kyrkan finns två primaser: ärkebiskopen av Canterbury är den främste av dem och tituleras primas av hela England (primate of all England), medan ärkebiskopen av York är underordnad och använder den kortare formen primas av England (primate of England). 
Ärkebiskopen av Canterbury är därtill den främste av hela den Anglikanska kyrkogemenskapens primaser; han har ingen formellt överordnad roll men fungerar som primus inter pares och sammankallar primaserna till årliga överläggningar samt inbjuder till Lambethkonferensen.  
I var och en av de övriga 41 anglikanska kyrkorna finns en primas per kyrka, oavsett om den består av en eller flera kyrkoprovinser. Beroende på tradition är detta en biskop, ärkebiskop eller metropolit. Titeln kan också variera, till exempel primus (Primus) eller presiderande biskop (Presiding Bishop). 

### Lutherska kyrkor
I Danska folkkyrkan är biskopen i Köpenhamn primas bland biskoparna; en roll som ämbetet haft sedan reformationen på 1500-talet (då stiftet hette Själlands stift). 
Den norska kyrkan har sedan 2011 en fast primas, kallad preses i biskopsmötet och biskop i Nidaros. Som antyds av namnet tjänstgör preses parallellt med biskopen av Nidaros, som är stiftsbiskop för Nidaros biskopsdöme. 
Sedan 1531 är ärkebiskopen av Uppsala den svenska evangeliska kyrkans primas. Tidigare hade ärkebiskopen av Lund, som då tillhörde Danmark, varit primas över hela området. Lunds överhet fortsatte, trots att svensk kyrkoprovins upprättats redan 1164, och först på 1300-talet minskade lundabiskoparnas makt över Sverige. Det slutliga brottet skedde sedan som en del av reformationen.